# Portada/efemèride octubre 17
Frédéric Chopin
« 16 d'octubre · 17 d'octubre · 18 d'octubre »